# رزوان رادولسکو
رزوان رادولسکو (رومانیایی: Răzvan Rădulescu؛ ‏ تلفظ رومانیایی: [rəzˈvan rəduˈlesku]؛ زادهٔ ۲۳ اکتبر ۱۹۶۹) نویسنده و فیلم‌نامه‌نویس اهل رومانی است. وی با کارگردانان مشهوری چون کریستی پویو، رادو مونتئان، کریستین مونجیو و کنستانتین پوپسکو همکاری داشته‌است.
از فیلم‌هایی که وی در آن‌ها نقش داشته‌است، می‌توان به مسئله بچه، عیاشی و مرگ آقای لازارسکو اشاره نمود.